# Пайлоу

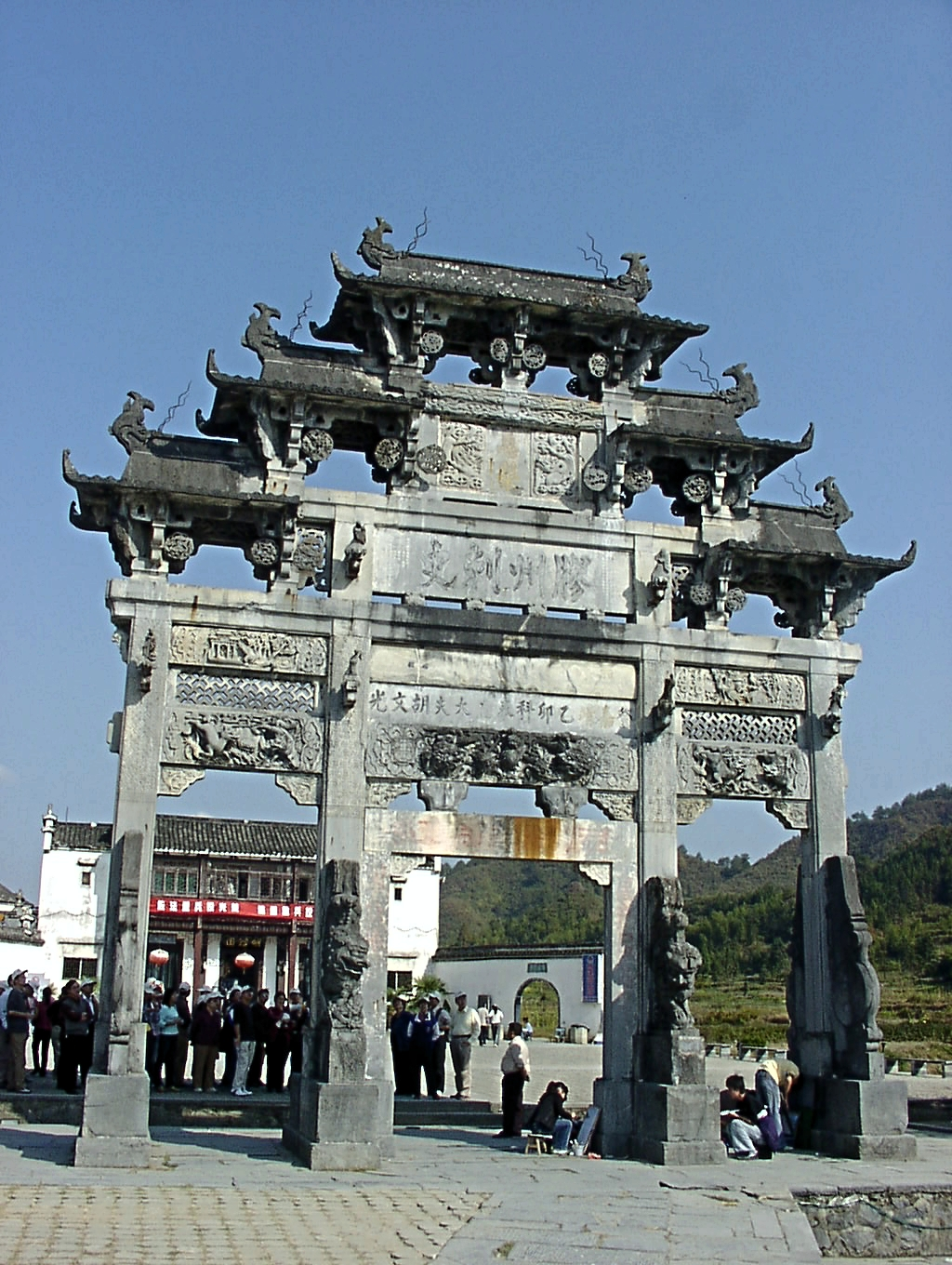
Брама у південнокитайському селі Сіді.

Пайлоу (кит.: 牌楼), або Пайфан (кит.: 牌坊) — різьблена орнаментована тріумфальна брама з каменя або дерева, що зводилася в Китаї на честь правителів, героїв, видатних подій. Перекрита однією або декількома дахами залежно від числа прольотів.

## Походження
Китайський Пайфан, як говорять, походить від Храму-Брами у давній Індії..
За часів династії Тан, її називали «wūtóumén» (кит. трад. 烏頭門, акад. вутоумень, буквально «чорний верх брами»), оскільки спочатку вона була пофарбована у чорний колір.